# Traktat warszawski (1745)
Traktat warszawski – traktat sojuszniczy zawarty 8 stycznia 1745 roku w Warszawie pomiędzy Wielką Brytanią, Republiką Zjednoczonych Prowincji, Habsburgami i Saksonią a skierowany przeciwko Królestwu Prus. 
W myśl jego postanowień August III Sas, król polski i elektor saski jeszcze raz uznawał sankcję pragmatyczną z 1713, w zamian za co Maria Teresa Habsburg obiecała mu spuściznę austriacką w razie wygaśnięcia wszystkich potomków Karola VI. W przypadku pokonania Prus Saksonia miała uzyskać niejasne nabytki terytorialne. Jeśli przeciwko Prusom wystąpiłaby także Rzeczpospolita, miały jej przypaść dawne Prusy Książęce. Sas liczył na poparcie Wiednia dla planów utwierdzenia dynastii saskiej w Rzeczypospolitej.
August III zobowiązał się do wystawienia 50-tysięcznego korpusu posiłkowego dla obrony Czech, opłacanego rocznym subsydium 150 tysięcy funtów szterlingów przez państwa morskie. 
Niekonsekwentna polityka Augusta, który wystąpił po śmierci antycesarza Karola VII z pretensjami do tronu cesarskiego podważyła sojusz i doprowadziła do wstrzymania wspólnych działań sojuszników na Śląsku.